# Дональд Вотсон
Дональд Вотсон (англ. Donald Watson; 2 вересня 1910 — 16 листопада  2005) — британський громадський діяч, засновник першого веганського товариства (англ. Vegan Society) і співавтор терміну веган.

## Біографія
Дональд Вотсон народився в невеликому гірняцькому містечку Мексборо в Південному Йоркширі в Англії в родині директора школи. Ні в родині, ні серед оточуючих Дональда в дитинстві людей не було ні вегетаріанців, ні тим більше веганів. Однак батьки Дональда мали ліберальні погляди на виховання своїх дітей і підтримували їх у пошуку власного життєвого шляху.
Ще в ранньому віці Вотсон усвідомив деякі аспекти утримання тварин, які згодом вплинули на його рішення стати вегетаріанцем, а потім і веганом. Ось що він згадував про ферму свого дядька:
| Мене оточували цікаві тварини. Вони всі щось "давали": робочий кінь тягнув плуга, інший кінь тягнув двоколку, корови "давали" молоко, кури "давали" яйця, а півень був зручним "будильником" — тоді я не розумів, що у нього є й інша функція. Вівці "давали" шерсть. Я ніяк не міг зрозуміти, що ж "давали" свині, але вони здавалися дуже доброзичливими істотами — завжди були раді мене бачити. |
В одному зі своїх останніх інтерв'ю Дональд Вотсон на питання, що стало поштовхом до його рішення стати веганом згадував: 
| Дитяче враження від побаченого, коли тварин заштовхували в двері поруч з лавками м'ясників, щоб потім убити. Одного разу я побачив, як корову й телятко заводили разом. Пізніше мені не давало спокою питання, кого з них м'ясник вбив першим. Якось раз я особисто побачив як вбили корову. Це відбувалося на бойні, що розташовувалася в полі, де місцеві дітлахи могли вільно все спостерігати. Вони сподівалися отримати коров'ячий міхур для гри у футбол. Мені також довелося спостерігати вбивство свині, коли я гостював на фермі свого дядька. Так в чотирнадцять років я прийшов до вегетаріанства. Моє звернення в "веганство" сталося приблизно на вісімнадцять років пізніше, коли я дізнався біологічні механізми виробництва молока. |
Закінчивши школу у віці 15 років, Вотсон пішов вчитися на тесляра. З 20 років викладав теслярське ремесло — спочатку в Лестері, де брав активну участь у роботі «Лестерського вегетаріанського товариства», а потім у Кесвіку.
У 1940-х роках, ознайомившись з подробицями процесу виготовлення молока, став веганом.
У 1944 разом з друзями заснував перше веганське товариство (англ. The Vegan Society), а 1 листопада 1944 року видав перший журнал «Веганські новини». Разом з дружиною Дороті ввів термін веган, утворивши його з перших трьох та останніх двох букв англійського слова vegetarian (вегетаріанський). Таким чином, новий термін означає «початок і кінець вегетаріанства».
Потім вів спокійне життя, викладав, працював гідом-провідником і підкорював гірські вершини.
Вотсон помер у своєму будинку в Кесвіку 16 листопада 2005, у віці 95 років, з яких понад 60 був веганом. Вотсону вдалося спростувати критиків веганства, які стверджували, що людина не може вижити, харчуючись тільки рослинною їжею: він не тільки вижив, а й прожив довго і майже без втручання лікарів.